# Cabinet Battle
Cabinet Battle #1 y Cabinet Battle #2 (lit. "Batalla del gabinete" o "Batalla del Consejo") son dos canciones en el musical Hamilton. Las canciones muestran discusiones en el Consejo de la administración de George Washington (interpretado por el actor Christopher Jackson en el reparto original) en el estilo de una competición de rap entre Alexander Hamilton y Thomas Jefferson, interpretados originalmente por Lin-Manuel Miranda y Daveed Diggs respectivamente. Las canciones fueron influenciadas por las batallas que aparecen en la película 8 Mile.

## Cabinet Battle #1
Alexander Hamilton y Thomas Jefferson fueron respectivamente Secretario del Tesoro y Secretario de Estado de los Estados Unidos. Por lo tanto, ya que ambos eran miembros del gabinete presidencial de George Washington, ambos tenían influencia y voz en las decisiones de Washington durante su mandato de 8 años como Presidente de los Estados Unidos. 
En el musical de Miranda, la reunión del gabinete en la que Hamilton y Jefferson discuten se representa como una competencia o batalla de rap, en la que cada hombre tiene un turno para establecer su argumento ante el presidente. En el proceso, usan micrófonos anacronistas.

### Verso de Jefferson
Jefferson comienza la batalla citando la Declaración de Independencia de los Estados Unidos. Jefferson, quien apoya el gobierno del Estado y los derechos individuales, se cita a sí mismo para enfatizar los valores que tiene en alta estima. Estos valores a su vez toman como ejemplo los ideales expresados por John Locke en su obra Dos tratados sobre el gobierno civil. La Declaración de Independencia declararía que el gobierno existía primeramente por las razones expuestas por Locke, y algunos han extendido ese razonamiento para apoyar la idea de un gobierno limitado. Por esto, las filosofías de Jefferson se oponían al Primer Reporte sobre el Crédito Público de Hamilton porque el reporte analizaba el estado financiero de los Estados Unidos y recomendaba reorganizar la deuda nacional y establecer el crédito público. Crear el crédito público nacional incrementaría el poder del gobierno federal, algo que no tenía precedente en los inicios de la historia de Estados Unidos. Por otro lado Virginia, el estado donde se encontraba Monticello, la casa y finca de Jefferson, ya había pagado sus deudas, al igual que la mayoría de los estados del sur. 
Continuando su ataque al plan financiero de Hamilton, Jefferson discute la longitud del mismo, un documento de 40,000 palabras, a los políticos de Nueva York que como Hamilton se enriquecían al mover las finanzas de los estados productores del sur, e incluso ataca a Hamilton como un hombre codicioso que no debería ser un político que gana popularidad. Al final, Jefferson referencia a las leyes intolerables de los británicos y el motín del té para recalcar su predicción de la Rebelión del whisky. Un impuesto sobre el whisky, incluido en el reporte de Hamilton, se hizo ley en 1791 y se proponía generar ganancias para reducir la deuda nacional.

### Verso de Hamilton
Hamilton comienza su argumento reconociendo la participación de Jefferson en la Declaración de Independencia, a la vez que le dice al resto del gabinete que Jefferson no está al corriente con los tiempos por su estadía en Francia.
En julio de 1784, Jefferson llegó a París y estuvo ahí hasta su partida en septiembre de 1789 y por lo tanto no estuvo en buena parte del combate de la revolución contra los británicos. Hamiltons ataca a Jefferson por este hecho, criticando al futuro 3er presidente como un falso protector de los valores estadounidenses.
Otro aspecto del ataque de Hamilton a la persona y morales de Jefferson son sus esclavos. En 1774, el registro más temprano, demuestra que Jefferson poseía al menos 41 esclavos. Hamilton bromea acerca de la forma en que Jefferson trata al presidente George Washington y la discordia entre los dos. Washington casi despidió a Jefferson de su gabinete, y no lo tuvo que hacer porque Jefferson renunció a su puesto como Secretario de Estado para ser candidato presidencial contra John Adams. Sin embargo, Washington nunca perdonó a Jefferson por menospreciar y trabajar en contra de su administración y consecuentemente los dos nunca volvieron a hablar entre sí.

## Cabinet Battle #2
Al igual que la primera batalla, la pista comienza con George Washington describiéndole al público lo que está ocurriendo; principalmente, la discusión sobre si se debe apoyar a Francia al inicio de la Revolución en 1789 y su potencial guerra con Gran Bretaña.

### Verso de Jefferson
Jefferson y Madison comienzan la competencia preguntando al gabinete quién ayudó a los revolucionarios estadounidenses en su hora de mayor necesidad (la respuesta: Francia). Jefferson también argumenta que, ya que los estadounidenses firmaron un tratado con el Rey de Francia, están obligados por su honor a regresar la ayuda mientras entran en guerra con Gran Bretaña. Jefferson insulta a Hamilton, acusándolo de ser codicioso y desleal. Jefferson agrega que, ya que él es el Secretario de Estado, merece tener la mayor influencia en esta decisión, y no el Secretario del Tesoro Hamilton.

### Verso de Hamilton
Hamilton comienza con una afirmación furiosa en la que menciona que Washington nunca estaría de acuerdo con Jefferson ya que los recién fundados Estados Unidos son una nación joven e inestable aún sin involucrarse en temas internacionales. De hecho, esto es evidente en el discurso de despedida de George Washington (escrito, al menos parcialmente, por Hamilton) en el que el primer presidente estadounidense promueve la neutralidad.
A continuación, Hamilton desacredita el deseo de Jefferson de honrar el tratado con Francia, argumentando que los Estados Unidos no están sujetos a Francia ya que el rey que firmó el tratado, Luis XVI de Francia murió en la revolución.
Washington interrumpe a Hamilton y manifiesta estar de acuerdo con él; denuncia públicamente el acercamiento idealista de Jefferson ante el problema. Jefferson, furioso, confronta a Hamilton y lo acusa de abandonar a Lafayette, el aclamado general francés que ayudó a los estadounidenses durante la revolución y uno de los amigos cercanos de Jefferson y Hamilton. Hamilton responde rápidamente, pero Jefferson abandona la competencia mientras menciona que Hamilton no tiene poder alguno sin el apoyo de Washington. Esto se comprobaría después, durante la administración presidencial de John Adams.

## Recepción crítica
El musical ha recibido críticas positivas y admiración general en su primer año en el circuito de Broadway.
El artista de hip-hop Talib Kweli, después de ver el espectáculo, notó que la actuación de Daveed Diggs fue particularmente fuerte en la combinación de rap/Broadway que Miranda usa en su composición, sin mencionar la "brillantez" que es Cabinet Battle #1.

The guy who plays Jefferson, as soon he came onstage and did a couple of bars, I was like, 'That’s an MC. That’s not a traditional Broadway dude. That’s a guy who raps and was put in this play because he raps.
El chico que hace de Jefferson, en el momento que subió al escenario y cantó algunos compases, yo me dije "eso es un MC. Eso no es un tipo tradicional de Broadway. Es un chico que sabe rapear y está en esta obra porque sabe rap"